# Long John Silver (album)
Pour les articles homonymes, voir Long John Silver (homonymie).
Albums de Jefferson Airplane
The Worst of Jefferson Airplane
(1970) Thirty Seconds Over Winterland
(1973)
Long John Silver est le septième album studio de Jefferson Airplane, sorti en 1972. Le groupe évolue ensuite en Jefferson Starship.

## Titres

### Face 1
1. Long John Silver (Casady, Slick) – 4:22
2. Aerie (Gang of Eagles) (Slick) – 3:53
3. Twilight Double Leader (Kantner) – 4:42
4. Milk Train (Creach, Slick, Spotts) – 3:18
5. The Son of Jesus (Kantner) – 5:27

### Face 2
1. Easter? (Slick) – 4:00
2. Trial by Fire (Kaukonen) – 4:31
3. Alexander the Medium (Kantner) – 6:38
4. Eat Starch Mom (Kaukonen, Slick) – 4:34

## Musiciens
- Jack Casady : basse
- Paul Kantner : chant, guitare
- Jorma Kaukonen : chant, guitare
- Grace Slick : chant, piano
- Papa John Creach : violon
- John « Goatee » Barbata : batterie, tambourin
- Joey Covington : batterie (3, 5)
- Sammy Piazza : batterie (7)